# Copa Carlos Dittborn Pinto
A Copa Carlos Dittborn Pinto foi uma competição de futebol disputada entre as seleções da Argentina e do Chile e se estendeu entre os anos de 1962 e 1976.

## História
A Copa Carlos Dittborn Pinto foi criada em 1962 e levou o nome do dirigente chileno Carlos Dittborn Pinto (presidente da Federação de Futebol do Chile e da Confederação Sulamericana de Futebol), um dos responsáveis pela organização da Copa do Mundo de 62.
O Torneio foi disputado nas cidades de Santiago (Chile) e Buenos Aires (Argentina), com exceção de 1968, disputado na cidade Rosário. A última edição em 1976 foi realizada em Buenos Aires, com uma única partida.

## Campeões por ano
| Ano  | Campeão   | Jogos   | Vice-campeão |
| ---- | --------- | ------- | ------------ |
| 1962 | Argentina | 1-1 1-0 | Chile        |
| 1964 | Argentina | 5-0 1-1 | Chile        |
| 1965 | Argentina | 1-0 1-1 | Chile        |
| 1968 | Argentina | 4-0 1-2 | Chile        |
| 1971 | Argentina | 2-2 1-0 | Chile        |
| 1972 | Argentina | 4-3 2-0 | Chile        |
| 1973 | Chile     | 4-5 3-1 | Argentina    |
| 1974 | Argentina | 2-0 1-1 | Chile        |
| 1976 | Argentina | 2-0     | Chile        |

## Títulos por seleção
| Seleção   | Títulos                                             | Vices                                               |
| --------- | --------------------------------------------------- | --------------------------------------------------- |
| Argentina | 8 (1962, 1964, 1965, 1968, 1971, 1972, 1974 e 1976) | 1 (1973)                                            |
| Chile     | 1 (1973)                                            | 8 (1962, 1964, 1965, 1968, 1971, 1972, 1974 e 1976) |